# Christoph-Hellmut Mahling
Christoph-Hellmut Mahling (* 25. Mai 1932 in Berlin; † 13. Februar 2012 in Mainz) war ein deutscher Musikwissenschaftler und Hochschullehrer an verschiedenen Universitäten.

## Leben und Wirken
Mahling studierte von 1957 bis 1962 an den Universitäten Tübingen und Saarbrücken Musikwissenschaft bei Walter Gerstenberg, Georg Reichert, Joseph Müller-Blattau und Walter Salmen.
1962 wurde er zum Dr. phil. (Dissertation: Studien zur Geschichte des Opernchors) promoviert und wurde 1963 Assistent am Musikwissenschaftlichen Institut der Universität des Saarlandes Saarbrücken. 1972 habilitierte er sich dort bei Walter Wiora für das Fach Musikwissenschaft (Habil.-Schrift: Orchester und Orchester-Musiker in Deutschland von 1700 bis 1850). Im selben Jahr wurde er zum Wissenschaftlichen Rat und Professor ernannt. Seit 1981 hatte er eine Professur an der Johannes Gutenberg-Universität Mainz; bis März 2000 war er Leiter des dortigen Musikwissenschaftlichen Instituts. Von 1987 bis 1992 war Mahling Präsident der International Musicological Society. Mahling wirkte auch als einer der maßgeblichen Wegbereiter einer Gesamtausgabe der Briefe von Gaspare Spontini, die seit 2013 im Hainholz Verlag (Göttingen) erscheint. Von 1993 bis zu seinem Tod war Mahling Präsident des Landesmusikrats Rheinland-Pfalz. Außerdem war er Ehrenmitglied des Deutschen Musikrats.

## Veröffentlichungen (Auswahl)
- Mozart und die Orchesterpraxis seiner Zeit. In: Mozart-Jahrbuch. 1967, ISSN 0342-0256, S. 229–243.
- als Herausgeber mit Kristina Pfarr: Richard Wagner und seine „Lehrmeister“: Bericht der Tagung am Musikwissenschaftlichen Institut der Johannes-Gutenberg-Universität Mainz, 6./7. Juni 1997. Egon Voss zum 60. Geburtstag (= Are-Edition. 2030 = Schriften zur Musikwissenschaft. 2). Are-Musik-Verlag, Mainz 1999, ISBN 3-924522-03-0.
- als Herausgeber mit Kristina Pfarr, Karl Böhmer: Zur Harmoniemusik und ihrer Geschichte. Colloquium (= Schloss-Engers-Colloquia zur Kammermusik. 2). Villa Musica, Mainz 1999, ISBN 3-9802665-5-9.
- als Herausgeber mit Kristina Pfarr: Musiktheater im Spannungsfeld zwischen Tradition und Experiment (1960 bis 1980) (= Mainzer Studien zur Musikwissenschaft. 41). Schneider, Tutzing 2002, ISBN 3-7952-1098-4.
- als Herausgeber mit Kristina Pfarr: Aspekte historischer und systematischer Musikforschung. Zur Symphonie im 19. Jahrhundert, zu Fragen der Musiktheorie, der Wahrnehmung von Musik und Anderes (= Are-Edition. 2211 = Schriften zur Musikwissenschaft. 5). Are-Musik-Verlag, Mainz 2002, ISBN 3-924522-11-1.
- als Herausgeber mit Kristina Pfarr: Kammermusik an Rhein und Main. Beiträge zur Geschichte des Streichquartetts. Christoph-Hellmut Mahling zum 75. Geburtstag (= Schloss-Engers-Colloquia zur Kammermusik. 4). Villa Musica Rheinland-Pfalz, Mainz 2007, ISBN 978-3-9802665-7-4.
- als Herausgeber: Kammermusik im Übergang vom Barock zur Klassik (= Schloss-Engers-Colloquia zur Kammermusik. 5). Villa Musica, Mainz 2009, ISBN 978-3-9802665-8-1.
- als Herausgeber mit Wolfgang Birtel: Heinz Koch: Kurmusik in Kreuznach und Münster am Stein im 19. und frühen 20. Jahrhundert (= Heimatkundliche Schriftenreihe des Landkreises Bad Kreuznach. 36). Posthum herausgegeben. Kreisverwaltung, Bad Kreuznach 2009.
- als Herausgeber: Musiker auf Reisen. Beiträge zum Kulturtransfer im 18. und 19. Jahrhundert. Wißner, Augsburg 2011, ISBN 978-3-89639-814-7.

## Festschriften für Christoph-Hellmut Mahling
- Axel Beer, Wolfgang Ruf, Kristina Pfarr (Hrsg.): Festschrift Christoph-Hellmut Mahling zum 65. Geburtstag (= Mainzer Studien zur Musikwissenschaft. 37). 2 Bände. Schneider, Tutzing 1997, ISBN 3-7952-0900-5.
- Ursula Kramer, Wolfgang Birtel (Hrsg.): Chöre und Chorisches Singen. Festschrift für Christoph-Hellmut Mahling zum 75. Geburtstag (= Are-Edition. 2231 = Schriften zur Musikwissenschaft. 16). Are-Musik-Verlag, Mainz 2009, ISBN 978-3-924522-31-5.